# I.Ae. 25 Mañque

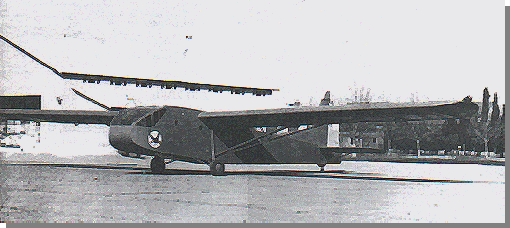
I.Ae. 25 Mañque

El I.Ae. 25 Mañque es un planeador de asalto construido por la Fábrica Militar de Aviones (FMA) en su planta de la ciudad de Córdoba, Argentina en 1944-45.

## Desarrollo
Siguiendo los sucesos de la Segunda Guerra Mundial en Europa y estudiando los conceptos de aeromovilidad en boga, la Dirección General de Aeronáutica solicitó a finales de 1944 al Instituto Aerotécnico (I.Ae.) el desarrollo de un planeador de asalto, destinado al transporte de tropas y equipo bélico. Debía poder fabricarse empleando mano de obra no calificada y maderas del país, ya que la Argentina estaba sujeta a la escasez de materias primas estratégicas con motivo del conflicto. [cita requerida]
El concepto del planeador de asalto preveía que la aeronave fuese remolcada en vuelo (normalmente nocturno) por un bimotor hasta las inmediaciones del blanco, donde se desprendería de su avión remolque. El piloto debía entonces planear un corto trecho y aterrizar por sorpresa sobre terreno abierto no preparado, idealmente junto al objetivo, o contra el viento en una Zona de Aterrizaje predesignada que luego debería convertirse en Punto Fuerte para su defensa. Era corriente que en tales condiciones de asalto el planeador sufriese daños o fuese destruido, por lo que se lo consideraba un medio de transporte descartable. 
El Instituto Aerotécnico entregó entonces un diseño al que se le asignó el código I.Ae.25. Se trataba de un monoplano de ala alta, construido en madera, de líneas muy similares al Waco GC-4A norteamericano, con ligeras diferencias en cuanto a la distribución y superficie vidriada. 
Se lo apodó "Mañque" ("Buitre"), y se lo pintó en verde oliva en la parte superior y celeste en la inferior, con la bandera argentina pintada en el timón de la deriva. Como blasón, se le dibujó un buitre en vuelo sobre un cielo blanco, al costado de la cabina. 
La aeronave podía transportar 2 tripulantes y 13 soldados con equipo completo, o un vehículo utilitario tipo jeep o un cañón Bofors de 75 mm con sirvientes y municiones para el apoyo de los paracaidistas. 
El prototipo fue construido en la Fábrica Militar de Aviones y quedó concluido el 11 de agosto de 1945, realizando un solo vuelo prueba. 
El único ejemplar fue entregado al Regimiento 13 de Infantería.

## Especificaciones
Al igual que el Waco, la construcción del Mañque era espartana, realizada en tubos, estructura de madera de mañio, araucaria, y enchapados de guatambú y tela. 
Bajo la sección de nariz contaba con una carlinga estructurada en madera, con doble comando cableados y sillines de lona. Esta unidad completa se abisagraba hacia arriba levantando consigo el mínimo panel instrumental de soporte tubular, dejando al descubierto una apertura de grandes dimensiones que se utilizaba para las tareas de aerodesembarco. El tren de aterrizaje de ruedas estaba formado por el montante de soporte del ala, y contaba con rueda de cola.
Una vez el aparato tomara tierra y se detenía, se levantaba la cabina y se desplegaba la tropa o material para cumplir con el objetivo encomendado. 
Tenía una envergadura de 25,50 m, un largo de 14,70 m y un alto de 3,84 m; superficie alar de 79,1 m²; el peso vacío era de 2,46 t, la carga útil de 1122 kg y un peso máximo al despegue de 3582 kg. La velocidad máxima de remolque era de 220 km/h, con una velocidad mínima de planeo de 61 km/h.

### Empleo
De la misma forma que al planeador norteamericano, que sufrió marcadas pérdidas en la Guerra por su empleo dificultoso y sus muy pobre aerodinámica, al Mañque se evaluó como poco satisfactorio para operar en tiempos de paz.
Apenas concluida la Segunda Guerra Mundial se dio un veloz desarrollo en el campo de los helicópteros, y la gran versatilidad de éstos determinó el declive del concepto del planeador de asalto, por lo que el diseño y la idea de producción fueron cancelados.

## Aeronaves comparables
- Waco CG-4, EE. UU. 1942.
- Airspeed AS.51 Horsa, Reino Unido 1942.

- Datos: Q2349007
- Multimedia: I.Ae. 25 Mañque / Q2349007